# Tartaruga-do-pantanal
A Tartaruga-do-pantanal (Acanthochelys macrocephala) é uma espécie de quelônio da ordem testudinata que ocorre na região central da América do Sul e que há registros no Brasil, Paraguai, Argentina e Bolívia, sendo um animal típico do bioma Pantanal e Chaco. No seu habitat natural, a espécie pode ser encontrada em ambientes lênticos, lagoas de águas rasas e salobras. A espécie foi descrita pela primeira vez em 1984 tendo como base as espécies encontradas no Pantanal do Brasil e na Bolívia.
É a maior espécie do seu gênero, sendo que o tamanho da sua cabeça é uma das características mais marcantes da Tartaruga-do-pantanal. Os machos possuem a carapaça mais esbelta quando comparada com a das fêmeas. Entretanto, as fêmeas apresentam um comprimento maior do que os machos, com cerca de 30 cm e os machos com 23,5 cm. Também, possuem pernas mais robustas, cobertas por escamas, e os indivíduos da espécie podem chegar a pesar em torno de 1,5 kg. O seu comportamento é igual aos outros quelônios, a espécie costuma recolher a cabeça, patas e cauda para dentro da carapaça, ficando completamente imóvel, sendo este um método de defesa diante dos predadores. A reprodução ocorre nos períodos com maior índice pluviométrico nas regiões e as desovas acontecem após a época chuvosa. A espécie nidifica em solos argilosos ou arenosos, em terrenos elevados e próximo ao curso d’água, sendo que a média de ovos por ninhada é de 6 unidades. Cada ovo costuma possuir cerca de 3 mm de diâmetro e pesa cerca de 15 g. Além disso, durante a época de seca, as tartarugas entram em estado de estivação devido à falta de chuva, retornando quando o índice pluviométrico aumenta.

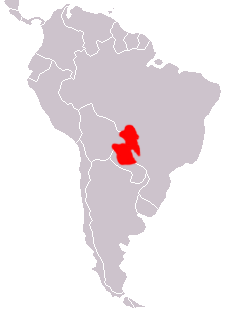
Distribuição geográfica da espécie.

Contrariamente à tartaruga terrestre que prefere uma alimentação vegetariana, a tartaruga aquática privilegia de uma alimentação animal. Em habitat natural este gênero de testudinatas alimenta-se de peixes de água doce, caracóis, e pequenos insetos aquáticos, além de ser uma espécie com hábito diurno. Entretanto, como as mudanças climáticas causam secas e aridez nas regiões em que a espécie ocorre, os recursos para a sua sobrevivência tem se tornado mais escassos. A espécie não é considerada ameaçada de extinção pela União Internacional para Conservação da Natureza (IUCN), visto que quando foi avaliada enquadrou-se na categoria Quase Ameaçada (NT) em 2018. Porém, tem se observado um declínio em suas populações e a espécie pode estar perto de se qualificar em uma categoria de extinção.
O declínio da população ocorre devido a redução e perda de habitat por conta da expansão agrícola e pecuária, além disso, a Tartaruga-do-pantanal também é comercializada clandestinamente pelo Paraguai para os EUA, Europa e Japão. A implementação de uma legislação mais rígida vem contribuindo para a redução na comercialização da espécie. Embora as populações estejam ameaçadas nas regiões descritas, ainda há indivíduos que ocorrem em algumas áreas protegidas e em unidades de conservação, tanto no Brasil como na Bolívia. Ainda sim, mesmo com a ocorrência da espécie em áreas protegidas, a tartaruga-do-pantanal não possui proteção o suficiente, estando vulnerável a uma possível mudança de categoria muito em breve.
Por fim, como é uma espécie com poucos estudos disponíveis, ainda não se sabe sobre os aspectos culturais relacionados à Tartaruga-do-pantanal.

## Etimologia

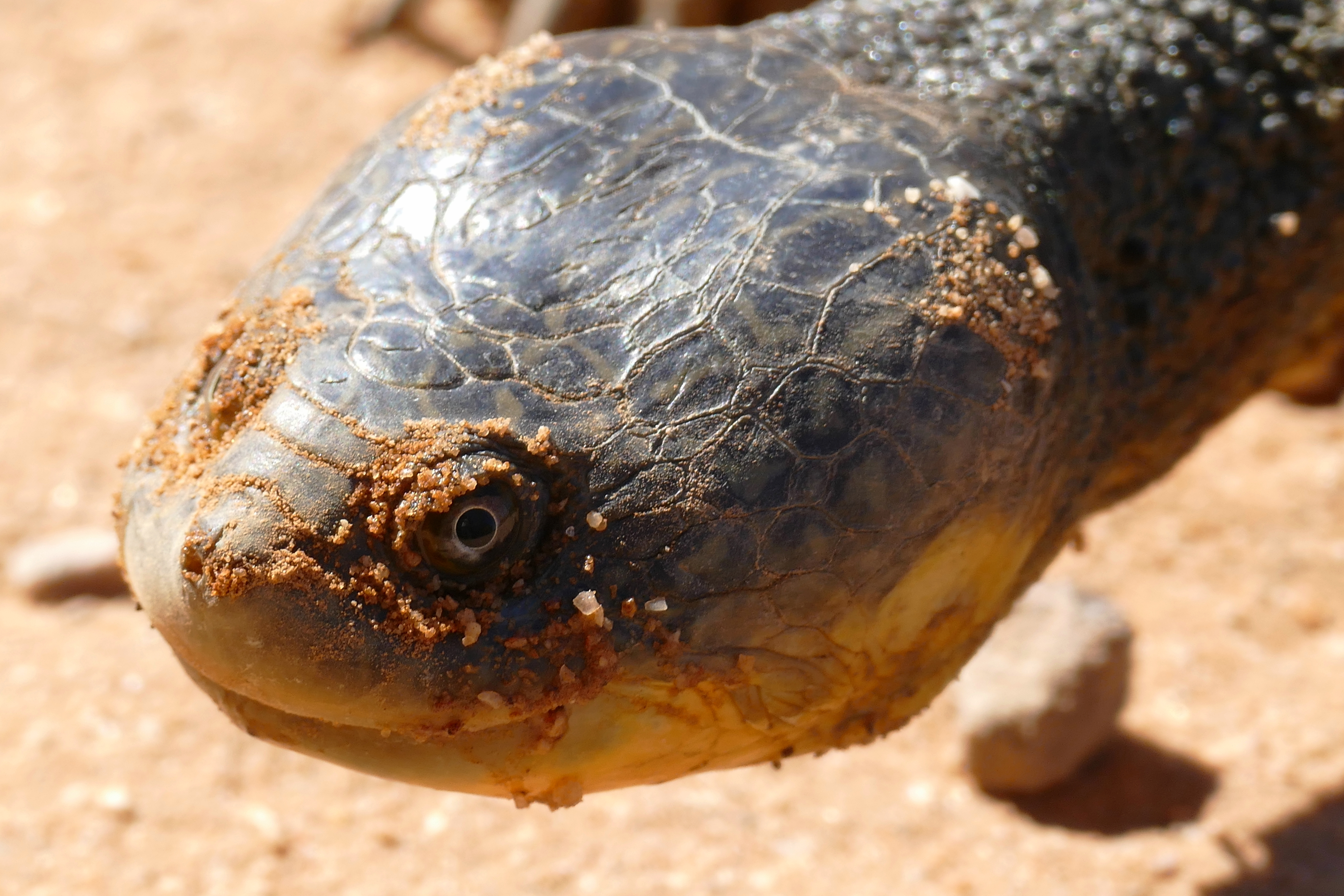
Destaque para o tamanho da cabeça da Tartaruga-do-pantanal.

Tartaruga-do-pantanal ou Tartaruga-da-cabeça-grande são um dos nomes populares brasileiros dados a Acanthochelys macrocephala, (macro=grande, cefalos=cabeça) que leva esse nome justamente pela morfologia volumosa da cabeça em conjunto a sua distribuição geográfica. Em outros países de ocorrência como Bolívia, Portugal e Argentina, por exemplo, o nome é adaptado ao idioma local, sendo então conhecida como Tortuga del Pantanal e Pantanal Swamp Turtle.

## Taxonomia e evolução
A espécie A. macrocephala foi descrita pela primeira vez por Anders G. J. Rhodin (do Museu de Zoologia Comparada da Universidade de Harvard), Russell A. Mittermeier (do Departamento de Ciências Anatômicas da Universidade Estadual de Nova York) e Robert J. McMorris (herpetologista da Flórida), em 1984 como Platemys macrocephala usando espécies do Pantanal do Brasil e da Bolívia como base. O quelídeo sul-americano anteriormente à 1992 era composto por apenas um único gênero, Platemys, que possuía apenas 5 espécies (P. platycephala P. macrocephala, P. radiolata, P. spixii e P. pallidipectoris). Em 1985, foi demonstrado que Platemys platycephala era uma espécie monotípica e as outras quatro espécies representavam uma linhagem monofilética distinta. Sugerindo então a mudança para 2 gêneros, usando como base a alta diferenciação cariotípica entre P. platycephala e as outras 4 espécies.

## Distribuição geográfica e habitat
A espécie pode ser encontrada na região central da América do Sul, principalmente na bacia do Rio Paraguai, nas áreas em que domina o bioma Pantanal e o Chaco. Até o momento, a espécie foi registrada no Paraguai, Bolívia, Argentina e no Brasil. No território brasileiro, este quelônio pode ser encontrado na bacia do Rio Paraná, especialmente no Mato Grosso e Mato Grosso do Sul.

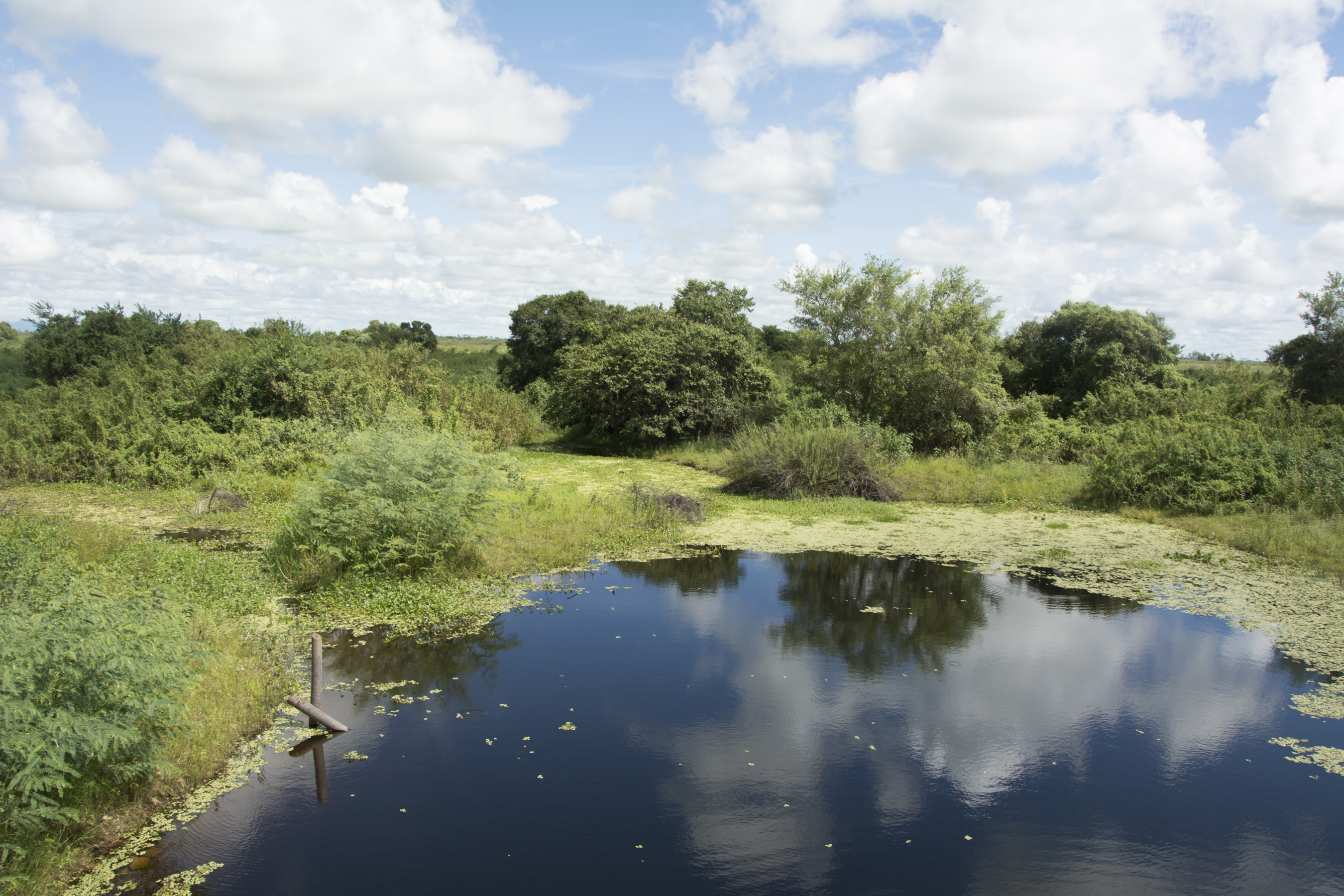
Características do habitat da espécie no Pantanal.

O habitat da Tartaruga-do-pantanal é caracterizado, principalmente, por ser em ambientes lênticos. Lagos e lagoas de águas rasas e salobras de baixo fluxo, pântano e baías rasas são algumas áreas úmidas em que há a ocorrência da espécie, sendo um animal típico do meio aquático. Também pode ser encontrada em áreas secas que sofrem inundações periódicas e pontos oportunos, como reservatórios de represas e diques de drenagem artificial.

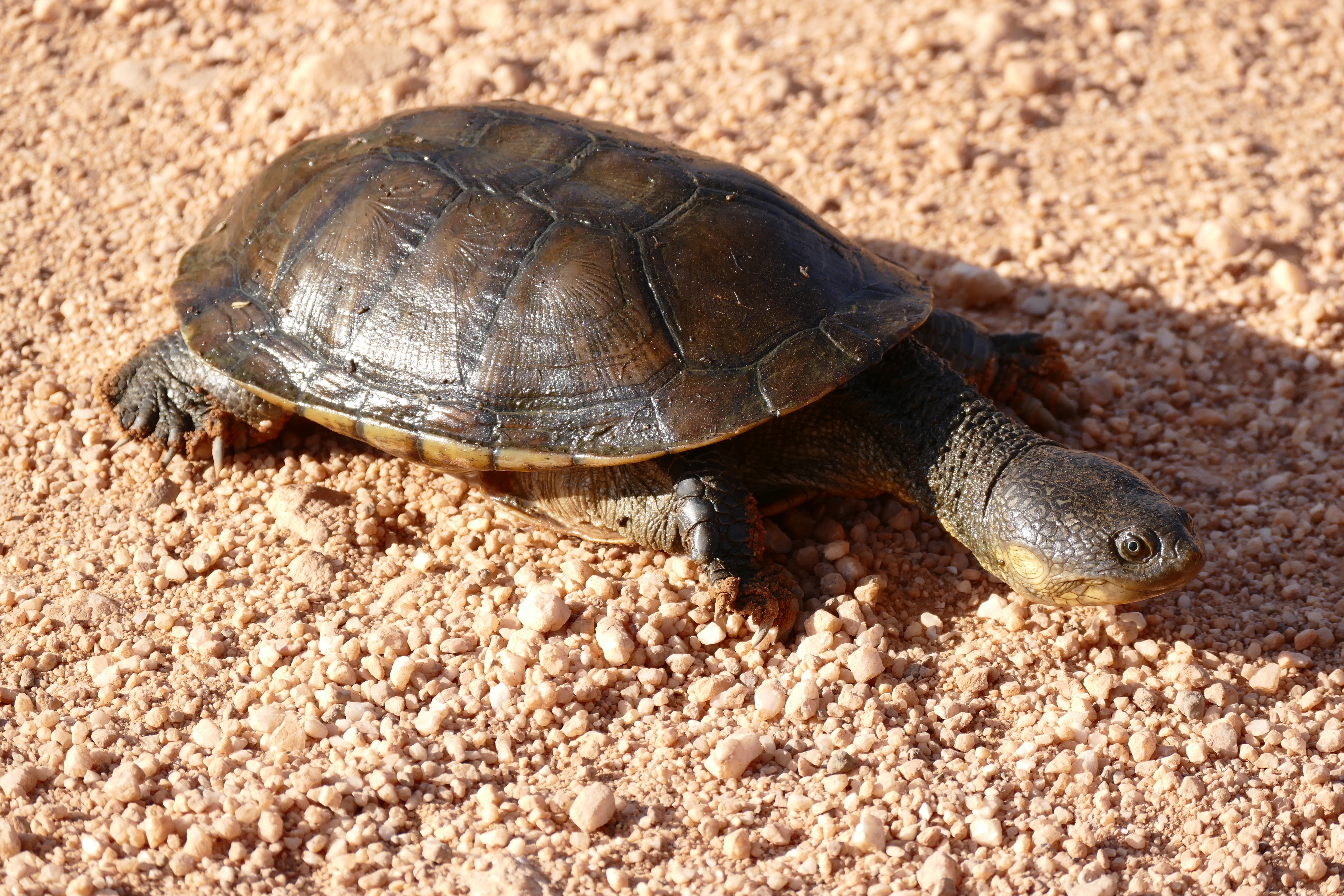
Acanthochelys macrocephala em uma área terrestre seca.

O Pantanal, um habitat natural da espécie, possui aspectos que conferem à espécie recursos e condições para o seu ciclo de vida, este é caracterizado pela intensa capacidade de controle e retenção de cheias, armazenamento de água, proteção contra tempestades, mitigação das cheias e purificação da água. Já o Chaco é caracterizado pela formação de duas vegetações completamente diferentes, a savana de palmeiras com pântano domina a paisagem no leste, enquanto que os cactos e a floresta seca com arbustos espinhosos caracterizam o centro e o oeste do Chaco. A área de transição entre ambas é apenas de alguns quilômetros de largura e os animais que são ligados à água vivem no lado leste desta fronteira, como é o caso da Tartaruga-do-pantanal. Entretanto, a espécie pode ser encontrada no outro lado do bioma, no habitat seco, devido a ocorrências de algumas pancadas de chuva que inundam a região e da presença de valas profundas de drenagem que podem estar em grandes reservatórios de água da chuva conectados, servindo como habitat para as tartarugas.
Por fim, as espécies podem estar se adaptando às mudanças de temperatura, visto que o hábitat em que se encontram pode sofrer diferenças de 38° a 52°C, em especial, ao Chaco do Paraguai, região oeste do país, onde a espécie é mais abundante.

## Descrição

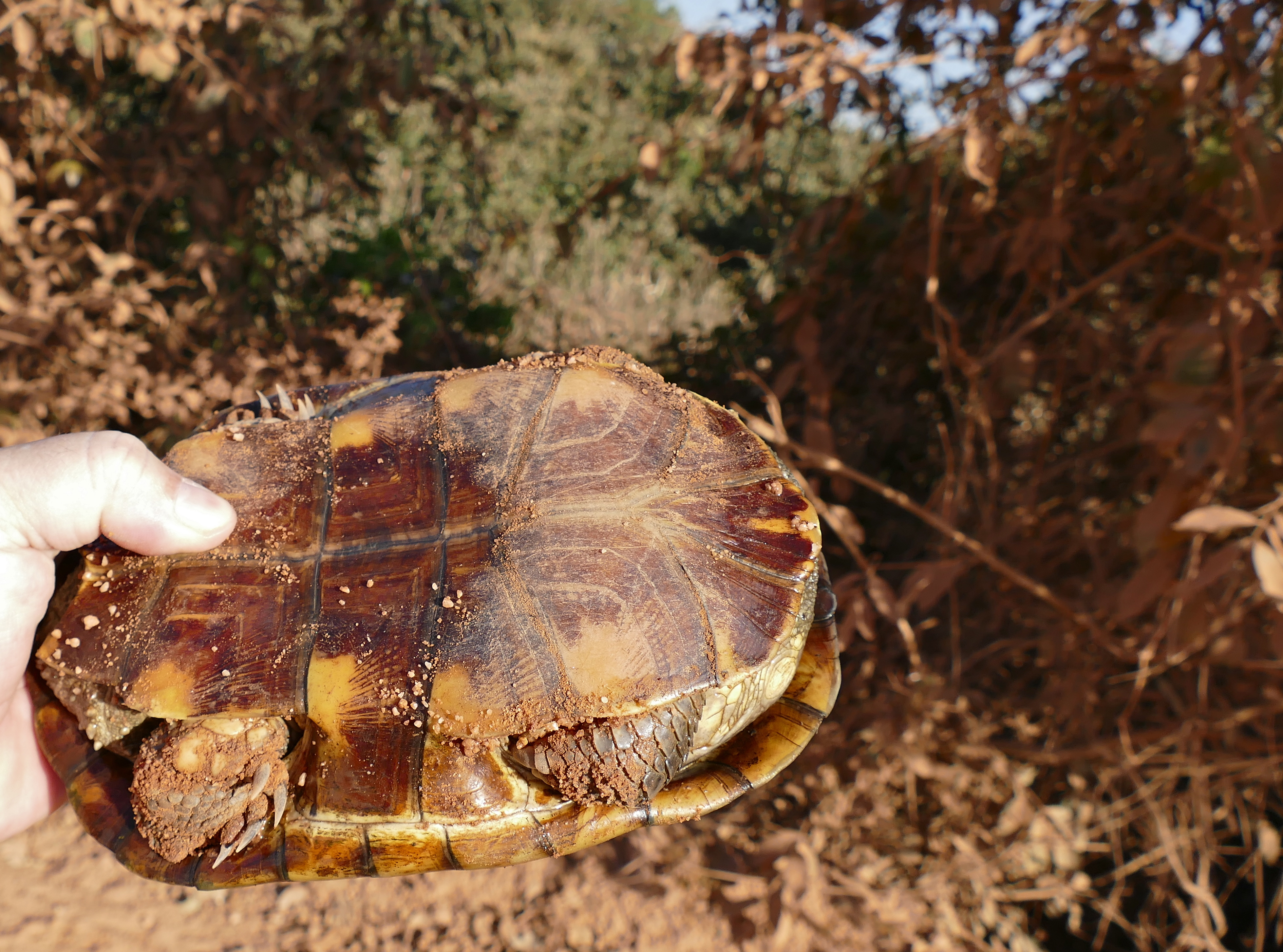
Coloração da carapaça da espécie.

A Acanthochelys macrocephala é um animal ectotérmico de ambiente aquático e terrestre, no qual respira por pulmões. A Tartaruga-do-pantanal possui uma cabeça larga, e de carapaça em formato oval moderavelmente alongada e sua coloração pode variar de marrom claro ao escuro, com a dorsal rasa e o plastrão levemente curvado. O topo da cabeça e pescoço são coloridos de cinza a preto, o lado inferior é monocromaticamente amarelo e parcialmente, com manchas cinzas. As fêmeas possuem a cabeça maior que a dos machos, que apresentam caudas mais longas e grossas. A cabeça é coberta por escamas ásperas e a pele do pescoço é desgrenhada. As extremidades são amareladas e em escala aproximada, mas o exterior é acinzentado. Há um claro, amassado plano ao longo das escamas centrais da carapaça. Também, a carapaça dos machos é mais esbelta quando comparada com a das fêmeas. Além de possuírem membrana interdigital, que ajuda a nadar, a espécie ainda possui as pernas robustas, revestidas por escamas, e os indivíduos chegam a pesar aproximadamente 1,5 kg.

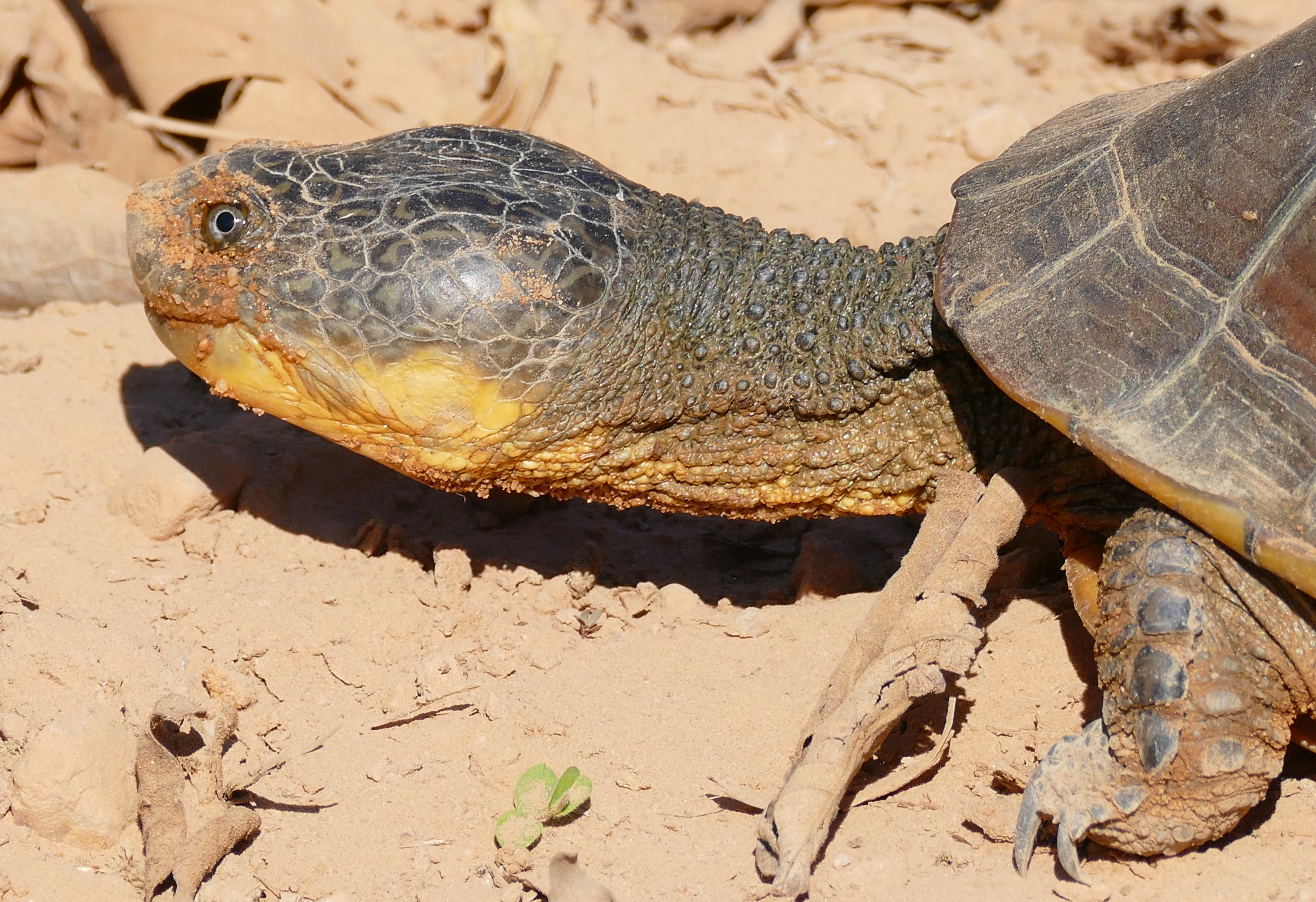
Características da cabeça e do pescoço da tartaruga (presença de escamas).

Entre as características da espécie, pode-se mencionar o dimorfismo sexual, onde as fêmeas apresentam um comprimento maior que os machos, medindo aproximadamente 30 cm, enquanto os machos 23,5 cm, o que faz dessa espécie a representante de maior tamanho do gênero Acanthochelys. Em cativeiro, os animais começam a apresentar dimorfismo sexual por volta de 12 cm de comprimento retilíneo da carapaça. Por fim, nem a idade na maturidade sexual nem o tempo de geração são conhecidos para a Tartaruga-do-Pantanal.

## Comportamento e ecologia

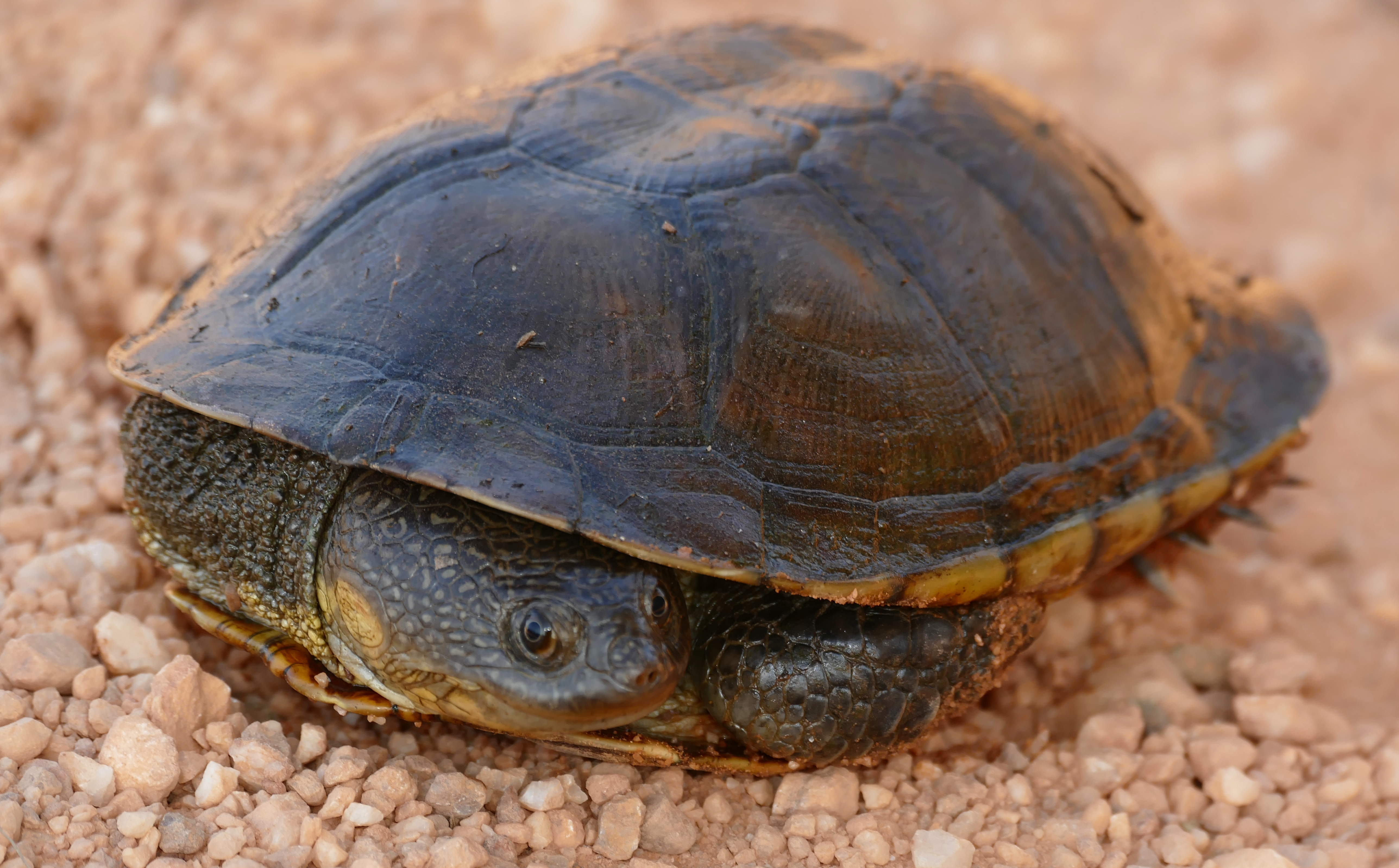
O recolhimento da espécie é um método de defesa.

A Tartaruga-do-pantanal é um animal de hábito diurno e que pode ter uma vida longa, assim como muitos dos outros quelônios. Quando se sentem ameaçados, recolhem o pescoço, que retrai para dentro da carapaça, também escondem as patas e cauda, permanecendo completamente imóvel. A imobilidade representa um método de defesa contra os predadores e a resistência da sua carapaça também auxilia a sua defesa.
Seus predadores são, no caso da Tartaruga-do-pantanal que apresenta forrageamento ativo, os indivíduos adultos da espécie são predador por jacarés e raposas, enquanto que os filhotes são predados por onças-pintadas, peixes, lagartos e também por jacarés e raposas. Por ser uma espécie bentônica, o padrão enegrecido dorsal camufla a tartaruga nos substratos terrestres e aquáticos, fornecendo proteção. Assim, devido à falta de estudos publicados sobre a espécie, não é possível dizer se há outros métodos de defesa, como por exemplo, produção de venenos e substâncias de gosto desagradável.

### Alimentação

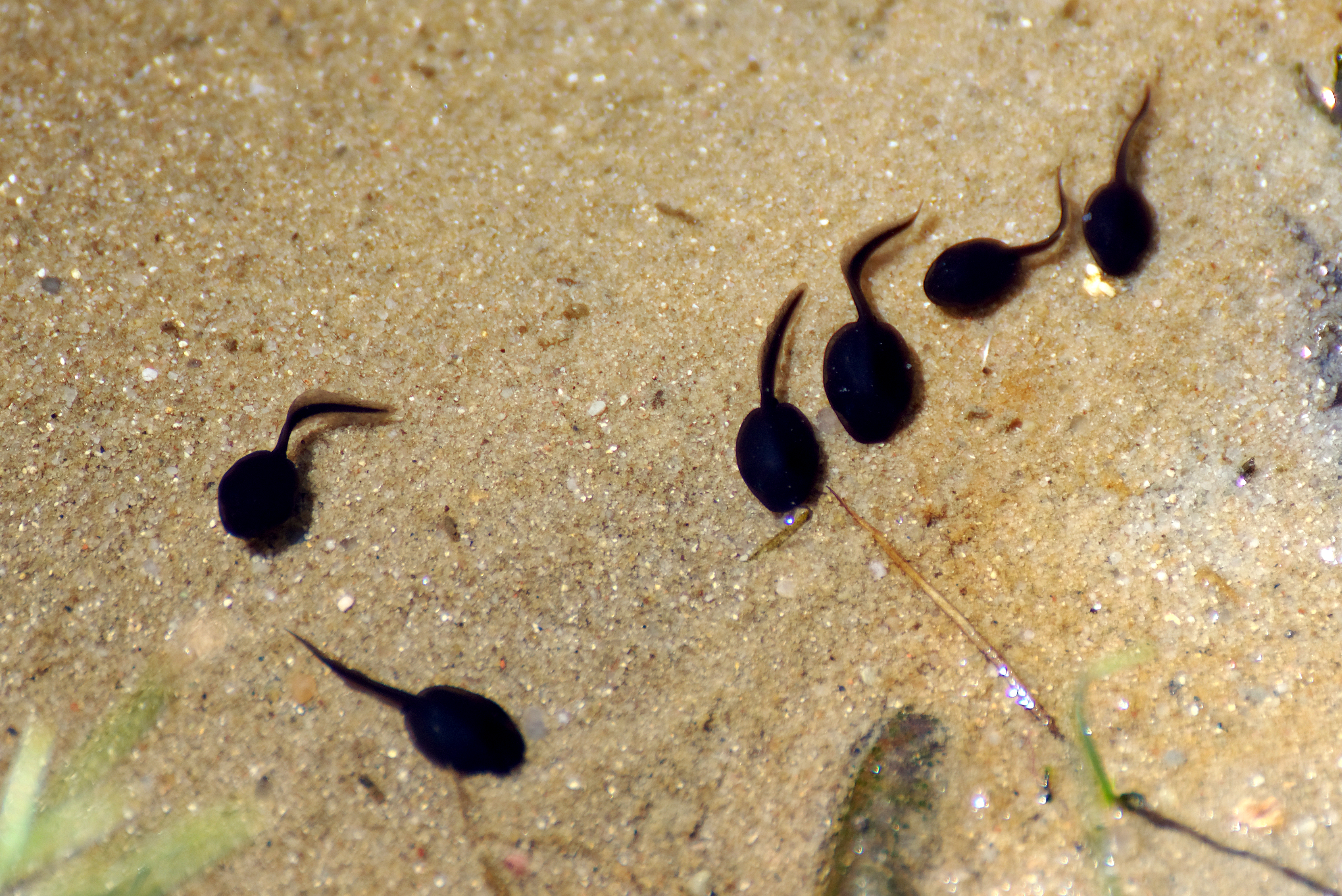
Girinos, um dos alimentos da Tartaruga-do-pantanal.

A Tartaruga-do-pantanal é uma espécie de hábito diurno, tendo sido registrada forrageando ativamente em completa escuridão, no período noturno, para a predação de pequenos invertebrados e vertebrados aquáticos.
Diferentemente das espécies que possuem alimentação onívora, a Tartaruga-do-pantanal tem como base, uma alimentação carnívora, alimentando-se de pequenos insetos aquáticos, moluscos e girinos, e alguns invertebrados, como caracóis.

### Reprodução e ciclo de vida
Em relação à reprodução parece ser diferente nas ecorregiões supracitadas em que há registros da ocorrência da espécie, o que pode estar relacionado às diferenças sazonais entre os períodos de cheia e seca.

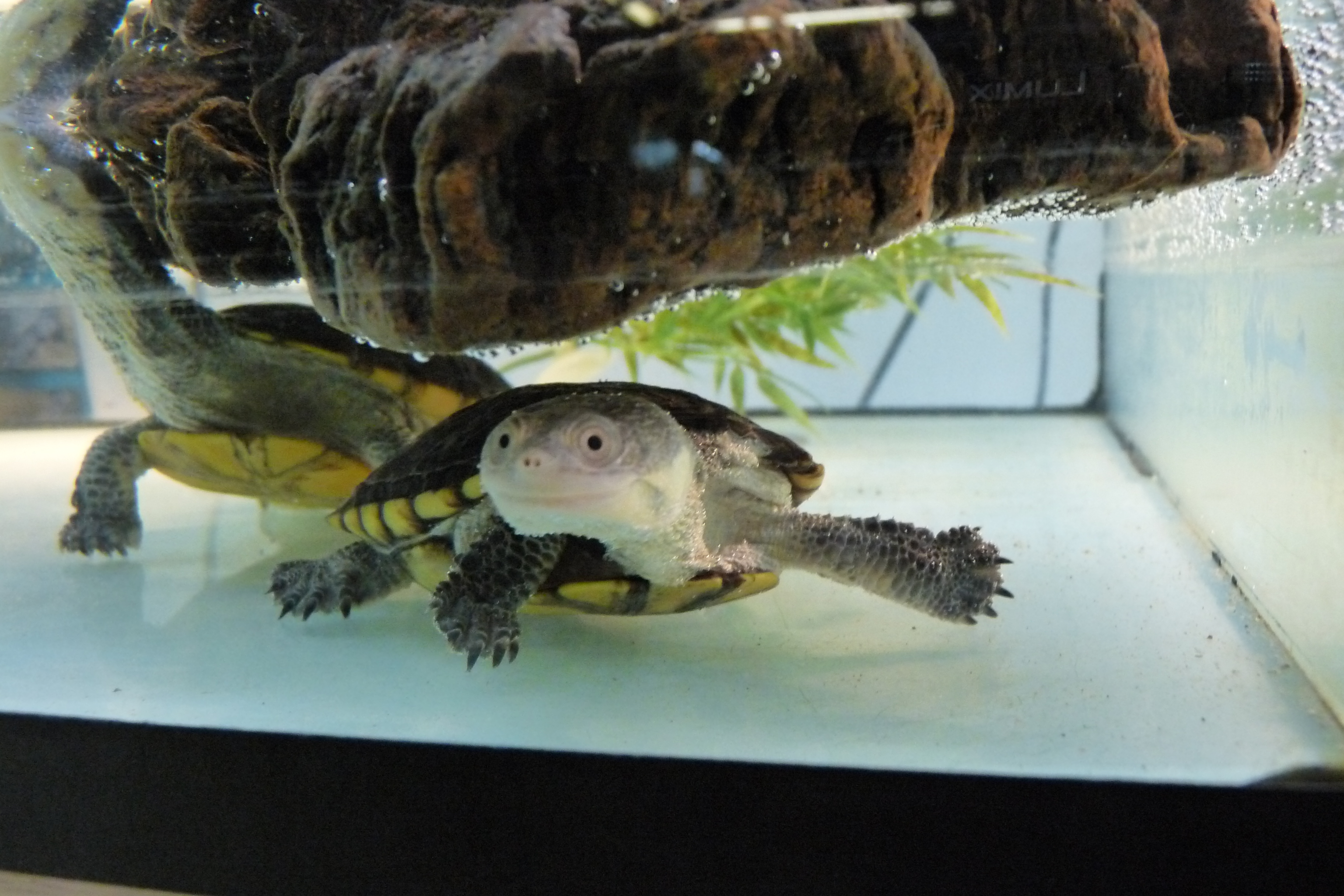
Acanthochelys macrocephala em cativeiro.

A reprodução e o ciclo de vida ocorrem naturalmente durante as épocas de maior índice pluviométrico da região, e as desovas acontecem posteriormente ao período chuvoso, em ambientes terrestres, quando os níveis dos rios baixam e o solo apresenta consistência argilosa ou arenosa, em terrenos elevados (entre 16 e 35 cm) e localizados próximo (cerca de 80 cm) ao curso d’água, e a cada ciclo reprodutivo, são desovados em média, seis filhotes. Os ovos possuem aproximadamente 3 mm de diâmetro e pesando cerca de 15g cada. Um único filhote desses ovos pode medir cerca de 38 mm de comprimento de carapaça e pesam 10 g. Em cativeiro, os animais põem ninhadas de 7 a 10 ovos que requerem diapausa para incubação bem sucedida.
Durante os períodos de seca, as tartarugas permanecem em estado de estivação, ou seja, as atividades metabólicas são reduzidas pela falta de chuva, e retornam quando o índice pluviométrico aumenta com migrações entre corpos d’água. Assim, por conta dessas características, a Tartaruga-do-pantanal já foi encontrada em estado de dormência durante a seca, enterrada na lama.

## Conservação
A Tartaruga-do-pantanal não é considerada uma espécie ameaçada de extinção pela União Internacional para Conservação da Natureza (IUCN), visto que quando foi avaliada, de acordo com os critérios, enquadrou-se na categoria Quase Ameaçada (NT) em 2018. Em outros países de ocorrência, em 2012, a espécie foi avaliada como de Menor Preocupação (LC) em um workshop da Lista Vermelha no Paraguai. Porém, tem se observado um declínio de suas populações e a espécie pode estar perto de se qualificar para uma categoria de ameaça em um futuro próximo.

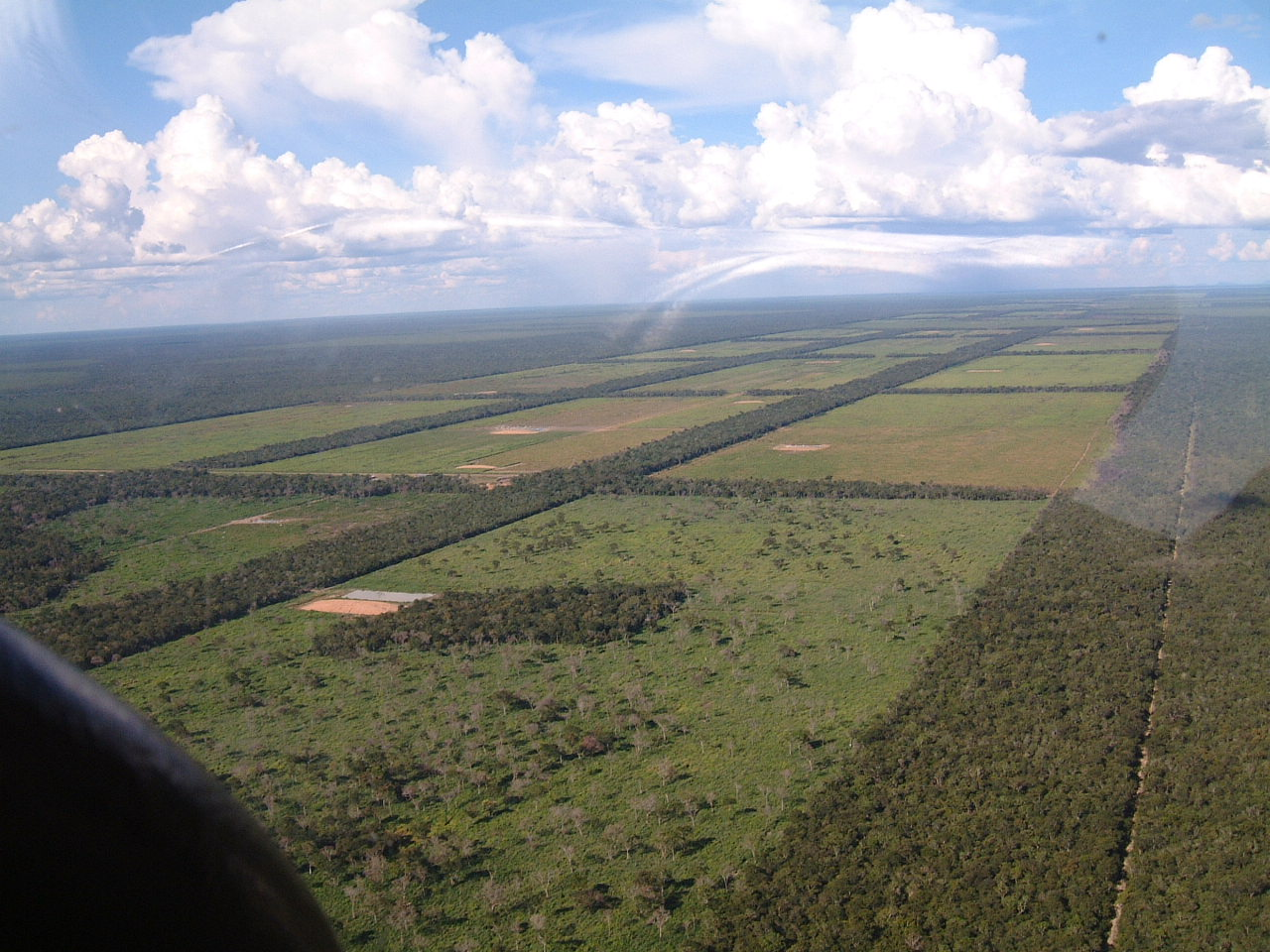
Avanço das atividades agropecuárias em Chaco, no Paraguai.

A redução e perda da qualidade do habitat, tanto no Pantanal como no Chaco, representam as principais ameaças para a espécie, em virtude da expansão agrícola e pecuária, especialmente a pecuária extensiva, no qual é responsável pela crescente perda de habitat no Chaco. Segundo os registros, até o ano de 2002, foi registrada a perda de habitat para o Chaco de 30% e de 20% para o Pantanal. Embora a pecuária esteja degradando o habitat natural no Chaco, a Tartaruga-do-pantanal parece estar se adaptando às alterações da paisagem por meio da utilização de tanques artificiais para gado e valas à beira da estrada. Entretanto, como as mudanças climáticas causam secas e aridez na região do Chaco, os recursos efêmeros estão se tornando mais ameaçados. Nos últimos anos, as regiões do local sofreram secas mais severas e como resultado, as populações da espécie parecem estar mais suscetíveis às ameaças.
Também, a comercialização da espécie representa um risco à sua sobrevivência na natureza. A Tartaruga-do-pantanal possui baixa comercialização no Brasil. Na verdade, os animais comercializados vêm do Paraguai e são exportados internacionalmente para os EUA, Europa e Japão. Provavelmente, o comércio no Brasil não ocorre devido às leis restritivas e do difícil acesso ao habitat da espécie. Já na Bolívia não ocorre a comercialização por conta da ocorrência marginal da espécie. Entretanto, desde 2005, o comércio da tartaruga no Paraguai está diminuindo por causa da implementação de uma legislação nacional mais restritiva.

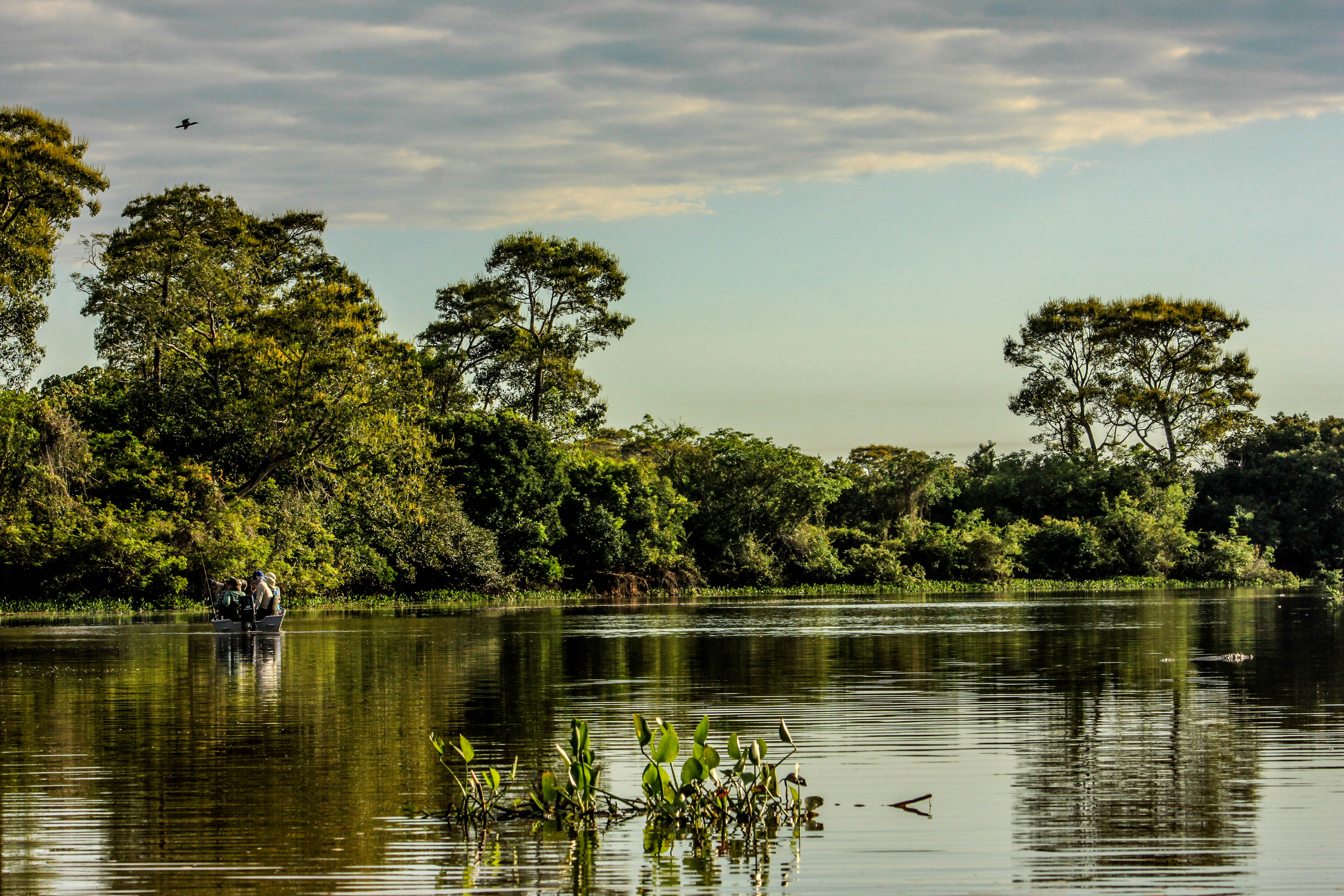
Registro do rio no Parque Nacional do Pantanal Matrogrossense.

Embora as populações estejam ameaçadas nas regiões descritas, ainda há indivíduos que ocorrem em algumas áreas protegidas e em unidades de conservação. Na Bolívia, os indivíduos são encontrados no Parque Nacional Kaa Iya del Gran Chaco e no Brasil, no Parque Nacional do Pantanal Matogrossense e no Parque Estadual Rio Negro (MS), além de áreas privadas controladas, como a Reserva Particular do Patrimônio Nacional Fazenda do Rio Negro (RPPN Fazenda do Rio Negro), no sul do Mato Grosso do Sul. Além disso, ainda há registros do aparecimento da espécie nas seguintes reservas: Reserva Particular do Patrimônio Natural Jubran (MT), Reserva Particular do Patrimônio Natural Rio Negro (MS) e Reserva Particular do Patrimônio Natural Fazenda Nhumirim (MS). Ainda sim, mesmo com a ocorrência da espécie em áreas protegidas, a Tartaruga-do-pantanal não possui proteção o suficiente, estando ainda mais vulnerável à mudança de categoria.

## Aspectos culturais
Não foi possível localizar nenhuma informação sobre os aspectos culturais relacionados à espécie Acanthochelys macrocephala.